# Gueldenstaedtia verna
Gueldenstaedtia verna är en ärtväxtart som först beskrevs av Johann Gottlieb Georgi, och fick sitt nu gällande namn av Antonina Georgievna Borissova. Gueldenstaedtia verna ingår i släktet Gueldenstaedtia och familjen ärtväxter.

## Underarter
Arten delas in i följande underarter:
- G. v. multiflora
- G. v. verna